# 東神戸フェリーセンター

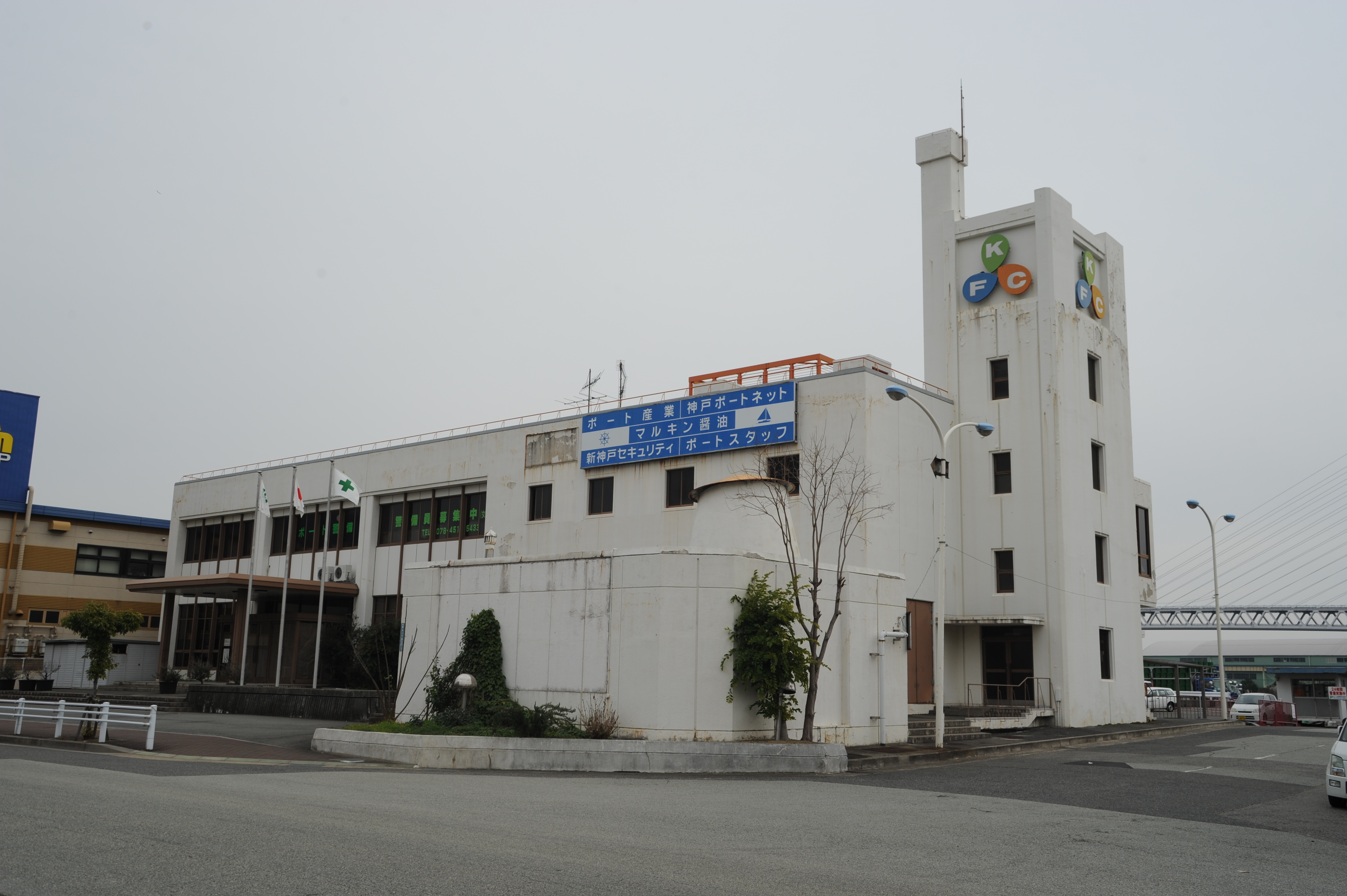
埠頭廃止後の西側ターミナルビル（2016年）

東神戸フェリーセンター（ひがしこうべフェリーセンター）は、かつて神戸市東灘区の青木に存在した四国・九州方面を中心としたフェリーの発着場である。東神戸フェリーターミナルとも呼ばれていた。

## 概要

### 建設経緯
神戸港のフェリー発着拠点の集約により、運航会社の負担軽減と利用者の利便性向上を図るため、神戸市が建設したフェリー専用の公共埠頭である。神戸市の埋立地である東部第三埋立工区と東部第四埋立工区に挟まれた根元部分の約7.7ヘクタールの敷地に、運輸省から半額の補助を受け約23億円をかけて整備された。建設工事は1969年3月から開始され、1970年9月に第4バースが開業、1971年3月には第3・第2バースも順次供用され、1971年7月の第一バース完成により、計画されていた4バースが全面供用となった。管理運営のため神戸市・内航船主協会・商工会議所や銀行と損害保険会社の出資により神戸フェリーセンター株式会社が設立され、旅客サービス、ターミナルの運営、港湾業務などを一手に引き受けた。
1971年10月時点では、10社（1日合計32便）が就航、1974年4月までに合計17社の就航が見込まれていたため、東部第四埋立工区の東側に第五バースの位置付けで「深江フェリー埠頭」を新設、東京、鹿児島など長距離航路専用バースとする計画が、1972年春に着工、年度内に完成のスケジュールで進められ、1973年3月31日に竣工。工費約10億円は、神戸フェリーセンターが負担した。

## 主な施設
ターミナルビル「フェリーセンタービル」
3・4バース間延床面積3189平米のA棟と1・2バース間1576平米のB棟の合計2棟が整備された。
バース
- 西から順に第1バースから第4バースとして整備された。
- 第1バース
  - 水深：-5.5m
  - 係船能力：1,000-3,000総トン級（最大全長約100m）
- 第2・第4バース
  - 水深：-6.0m
  - 係船能力：3,000-5,000総トン級（最大全長約130m）
- 第3バース
  - 水深：-7.5m
  - 係船能力：6,000-8,000総トン級（最大全長約165m）
- 深江フェリー埠頭[5]
  - 水深：-7.5m
  - 岸壁延長：170m
  - 「神戸市フェリー埠頭公社」が運営した。

## 航路の変遷

### 航路縮小と廃止
阪神・淡路大震災で被災した後、復旧して運用を再開したが、対岸の六甲アイランドで1988年から運用が開始された六甲アイランドフェリーターミナルや中央区の新港フェリーターミナル（新港第三突堤）に航路が移転することになった上、明石海峡大橋の開通により、ここを発着とする航路自体も減少したために、加藤汽船高松航路の新港第三突堤への移転を最後に、1999年3月16日に閉鎖となった。阪神芦屋駅・JR芦屋駅～東神戸港を結ぶジャンボフェリーの送迎バスは三宮駅前発着に変更された。
跡地はショッピングセンター「サンシャインワーフ神戸」となっているが、かつてフェリーが発着していたバースの可動橋は2023年時点も残存している。東西2つ存在した旅客ターミナルのうち西側のものも2022年まで残っていたが解体された。
阪神電気鉄道青木駅が最寄り駅であった。

### 就航航路

#### 1971年
四国方面
- ジャンボフェリー（神戸～高松）※ 関西汽船・加藤汽船の共同運航
- ニュージャンボフェリー（神戸～高松）※日本海運・四国フェリーの共同運航
- 四国中央フェリーボート「バンパックフェリー」（神戸～川之江）
- 徳島阪神フェリー（神戸～徳島）※共同汽船・共正汽船・関西汽船の共同運航

九州方面
- ダイヤモンドフェリー（神戸～松山～大分）
- 宮崎カーフェリー[8]（神戸～日向）

他
- セントラルフェリー（神戸～東京）
- 阪神バイパスフェリー（神戸～泉大津）

#### 1973年
四国方面
- 四国海運 サンフェリー（神戸～伊予長浜）　第五バース（深江浜）に発着[9]

#### 1988年
四国方面
- ジャンボフェリー（神戸～高松）※関西汽船・加藤汽船の共同運航
- ニュージャンボフェリー（神戸～高松）※日本海運・四国フェリーの共同運航
- 四国中央フェリーボート（神戸～川之江～新居浜）
- 徳島阪神フェリー（神戸～徳島港）※共同汽船・共正汽船・関西汽船の共同運航
- 室戸汽船（神戸～甲浦～足摺） 第五バース（深江浜）に発着
- 三宝海運・愛媛阪神フェリー（神戸～今治～松山）

九州方面
- 日本カーフェリー（神戸～日向）